# Metacyclopina roscoffensis
Metacyclopina roscoffensis is een eenoogkreeftjessoort uit de familie van de Psammocyclopinidae. De wetenschappelijke naam van de soort is voor het eerst geldig gepubliceerd in 1953 door Bozic.